# Hunter Lee
Hunter Jeffery Lee (ur. 31 października 1999) – kanadyjski zapaśnik walczący w stylu wolnym.
Brązowy medalista igrzysk panamerykańskich w 2023. Drugi na MŚ juniorów w 2018 i trzeci w 2019 roku.
Zawodnik Hapnot Collegiate z Flin Flon i University of Saskatchewan.